# 費希爾鎮區 (北達科他州格蘭特縣)
費希爾鎮區（英語：Fisher Township）是位於美國北達科他州格蘭特縣的一個鎮區。

## 地方資料
費希爾鎮區的面積為85.45平方千米，當中陸地面積為85.31平方千米，而水域面積為0.14平方千米。根據2020年美國人口普查的數據，當地共有人口9人，而人口密度為每平方千米0.11人。